# Aileen Wuornos
Aileen Carol Wuornos (29 de febrero de 1956 - 9 de octubre de 2002), nacida bajo el nombre de Aileen Carol Pittman, fue una asesina en serie estadounidense que admitió haber matado a siete hombres en incidentes separados; todos ellos, afirmó, la violaron (o intentaron hacerlo) mientras ejercía la prostitución. Fue condenada a muerte en 1992 y posteriormente ejecutada por inyección letal por el estado de Florida diez años después de su arresto. 

## Primeros años
Aileen Carol Wuornos nació con el nombre de Aileen Carol Pittman el 29 de febrero de 1956 en Rochester, Míchigan, hija de Diane Wuornos Melini y Leo Arthur Pittman. Su padre, a quien nunca conoció, era un pederasta que pasó tiempo en hospitales psiquiátricos de Kansas y Míchigan. Se suicidó, ahorcándose, en 1969, mientras se encontraba cumpliendo una condena en una cárcel en Kansas. La madre de Wuornos se casó con Pittman cuando tenía 15 años y tuvo dos hijos. El hermano mayor de Aileen Wuornos, Keith, nació en 1955. Diane se divorció de Pittman menos de dos años después de haberse casado, pocos meses antes de que su hija naciera. Abandonó a sus dos hijos en 1960, al cuidado de sus abuelos finlandeses - Lauri y Britta Wuornos, padres de Diane. Lauri y Britta adoptaron legalmente a los dos niños y los criaron en Troy, Míchigan.
Wuornos afirmó que su abuelo abusó física y sexualmente de ella en su niñez, y que su abuela era una adicta al alcohol. En Lethal Intent (libro escrito por Sue Russell) se cuenta que Wuornos era azotada con un cinturón por su abuelo. A la edad de doce años, Wuornos y su hermano Keith descubrieron que Lauri y Britta no eran sus padres biológicos. Wuornos afirmó haber tenido relaciones sexuales con múltiples parejas a una edad temprana, incluso con su hermano. Quedó embarazada a la edad de quince años. Tras dar a luz a su hijo en una casa de maternidad en Detroit (el 23 de marzo de 1971), fue desterrada de su casa y repudiada por su comunidad. El hijo de Aileen fue dado en adopción poco después. Wuornos se vio obligada a refugiarse en un automóvil abandonado en un bosque. Pronto fue enviada a un hogar para madres solteras.
Britta Wuornos murió en julio de 1971 (oficialmente de fallo hepático aunque más tarde la madre de Aileen, Diane, acusó a Lauri de haberla matado). Después de la muerte de su abuela, Wuornos y su hermano se convirtieron en pupilos de la Corte. Ella comenzó a trabajar como prostituta aunque todavía se encontraba en la escuela. Comenzó a usar el alias de Sandra Kretsch en mayo de 1974. Fue encarcelada en el condado de Jefferson, Colorado, por conducir en estado de embriaguez, desorden público y disparar una pistola calibre 22 desde un vehículo en movimiento. Se presentó un cargo adicional al no haber comparecido ante el tribunal cuando dejó la ciudad antes de su juicio. Lauri murió en marzo de 1976.
Wuornos regresó a Míchigan. Fue detenida en el condado de Antrim y acusada de asalto y perturbar la paz el 13 de julio de 1976, a raíz de un incidente en el que arrojó una bola de billar a un camarero en la cabeza. También tenía órdenes pendientes por conducir sin licencia y por beber en un vehículo. Fue multada con 105 dólares. El 17 de julio de 1976, murió su hermano Keith de cáncer de esófago y Wuornos obtuvo 10000 dólares de su seguro de vida. Wuornos pagó los 105 dólares de multa después de haber cobrado el seguro el 4 de agosto de 1976, y dentro de los dos meses restantes gastó el dinero en lujos, incluido un nuevo automóvil que más tarde destruyó. A finales de septiembre de 1976, Wuornos hizo auto-stop hasta Florida, donde conoció al presidente del Club Náutico, Lewis Fell, de 76 años de edad. Se casaron en 1976 y la noticia de su boda fue impresa en la sección de sociedad en el periódico local. Sin embargo, Wuornos continuamente se veía envuelta en los enfrentamientos en un bar local y fue enviada a la cárcel por asalto. También golpeó a Fell con su propia caña de pescar, provocando que él pudiera obtener una orden de alejamiento en su contra y la anulación del matrimonio.

## Años intermedios
El 20 de mayo de 1981, Wuornos fue detenida en Edgewater, Florida, por robo a mano armada. Fue, consecuentemente, condenada a prisión el 4 de mayo de 1982, y puesta en libertad el 30 de junio de 1983. El 1 de mayo de 1984, fue condenada por intentar pasar cheques falsificados en un banco en Key West. El 30 de noviembre de 1985 fue mencionada como sospechosa en el robo de una pistola y municiones en el condado de Pasco. En ese momento Wuornos había comenzado a tomar prestado el alias de Lori Christine Grody , su tía (hija de los abuelos) en Míchigan. Once días más tarde, en diciembre de 1985, policías de tráfico denunciaron a Lori Grody (Wuornos) por conducir sin una licencia válida.
El 4 de enero de 1986, Wuornos fue detenida en Miami bajo su propio nombre y acusada de robo de automóviles, resistencia a la autoridad y obstrucción por información falsa. La policía de Miami Dade encontró un revólver calibre .38 y una caja de municiones en el automóvil robado. El 2 de junio de 1986, en el condado de Volusia, ayudantes del sheriff detuvieron a Lori Grody (Wuornos), después de que un compañero le acusó de haber disparado contra su automóvil y exigirle 200 dólares. Se descubrió que Wuornos transportaba municiones de repuesto y una pistola 22, encontrada debajo del asiento que ocupaba.
Wuornos, ahora usando el alias Susan Blahovec, fue multada por exceso de velocidad en el condado de Jefferson, Florida, solo una semana más tarde. Pocos días después del incidente en el condado de Jefferson, Wuornos conoció a una mujer de veintiocho años de edad llamada Tyria Moore, en un bar gay de Daytona Beach. Pronto se convirtieron en amantes. Moore dejó su trabajo como empleada doméstica de un motel y permitió que Wuornos la mantuviera con sus ingresos de la prostitución. Iban de motel en motel y, en ocasiones, durmieron en antiguos graneros. En julio de 1987, la policía de Daytona Beach detuvo a Moore y Susan Blahovec (Wuornos) para ser interrogadas bajo sospecha de haber golpeado a un hombre con una botella de cerveza. El 18 de diciembre de ese mismo año, policías de tráfico denunciaron a Wuornos por conducir por la carretera interestatal con una licencia caducada.
El 12 de marzo de 1988, bajo un nuevo alias, Cammie Marsh Green, acusó a un conductor de autobús de Daytona Beach de asalto. Ella afirmó que la había sacado del autobús con excusas. Moore fue identificada como testigo de este incidente. El 23 de julio de 1988, Moore y Wuornos (utilizando el alias de Susan Blahovec) fueron acusadas por el dueño del departamento de Daytona Beach donde se hospedaban por actos vandálicos contra la vivienda. Declaró que habían arrancado las alfombras del apartamento y pintado las paredes de color marrón oscuro sin su permiso. En noviembre de 1988, Susan Blahovec (Wuornos) empezó una campaña de seis días de llamadas amenazadoras en contra de un supermercado de Zephyrhills, Florida, a raíz de un altercado con billetes de lotería. Durante 1989, Wuornos rara vez viajó sin una pistola cargada. Trabajó en los bares y paradas de los camiones para complementar sus ingresos con la prostitución. Ella presuntamente comenzó a hablar con Moore acerca de los numerosos problemas en su vida. Para entonces Moore y Wuornos comenzaban a tener más problemas financieros.

## Últimos años

### Las víctimas
La primera víctima de Wuornos fue Richard Mallory (51), un violador en serie y exconvicto a quien Wuornos aseguró haber matado en defensa propia en Palm Harbor, Florida, en un hecho ocurrido el 30 de noviembre de 1989. Sus otras víctimas fueron:
- David Spears (43), el 1 de junio de 1990.
- Charles Carskaddon (40), el 6 de junio de 1990.
- Peter Siems (65), el 4 de julio de 1990 (vehículo encontrado, el cuerpo nunca fue hallado).
- Troy Burress (50), el 4 de agosto de 1990.
- Dick Humphreys (56), el 12 de septiembre de 1990.
- Walter Jeno "Gino" Antonio (62), el 19 de noviembre de 1990.

## Detención y condena
Wuornos fue finalmente identificada cuando ella y Moore se vieron involucradas en un accidente mientras conducían el automóvil de una víctima. Rechazaron la ayuda de los transeúntes, aunque Wuornos estaba sangrando y huyó del escenario. Su retrato robot fue difundido por televisión. La policía rastreó a Moore en Pensilvania, donde se retiró a vivir con su hermana, y se le hizo un trato, por el cual si ella declaraba contra Wuornos, se le concedería inmunidad. Moore estuvo de acuerdo. La policía le proporcionó una habitación de motel en Florida. Desde allí, escribió una carta a Wuornos, que se encontraba en custodia por una violación de libertad condicional. Después de numerosas llamadas y de que Moore tratara de suicidarse, Wuornos cedió y dijo: "Tú haz lo que tengas que hacer. No dejaré que vayas a la cárcel. Si he de confesar, lo haré". Hizo una confesión completa el 16 de enero de ese mismo año. Wuornos declaró que el asesinato de Mallory fue en defensa propia, manteniendo que él la había violado. Fue condenada por sus asesinatos en enero de 1992 con la ayuda del testimonio de Moore. Cuando fue declarada culpable del asesinato de Mallory, Wuornos exclamó a los medios de comunicación: "Fui violada, fui torturada. Tenían el volante, tenían la imagen del volante con los arañazos, estaba roto. Esa es la prueba de que yo estaba atada al volante. No puedo creer que esto haya sucedido". Mientras tanto, Moore firmó varios libros y contratos cinematográficos vendiendo su historia.
En noviembre de 1992, Michele Gillen, reportero de Dateline NBC, descubrió que Mallory había cumplido 10 años por violación en otro estado. El juez se negó a permitir que esto fuera admitido como evidencia en los tribunales, y a Wuornos nunca le fue dado un nuevo juicio.
El 31 de marzo de 1992, Wuornos invocó nolo contendere por los asesinatos de Dick Humphreys, Troy Burress y David Spears, diciendo que quería "estar bien con Dios". Durante el juicio fue adoptada por Arlene Pralle después de haber tenido un sueño en el que se le dijo que "cuidara" de Wuornos. Según Pralle, Jesús le dijo que escribiera a Wuornos, y así lo hizo. Lo que Wuornos no sabía era que Pralle estaba pidiendo dinero por las entrevistas, incluso una con Nick Broomfield, quien le pagó 10 000 dólares. Parte del dinero fue para el abogado de Wuornos, Steven Glazer, contratado por Pralle. La apelación de Wuornos ante el Tribunal Supremo fue rechazada en 1996. La relación entre Wuornos y Pralle no duró; Wuornos empezó a sospechar que Pralle solo estaba ahí por la publicidad y el dinero. Wuornos dijo a Broomfield en una entrevista que Pralle y Glazer incluso le indicaban formas de suicidarse en la cárcel. También le aconsejaron el "nolo contendere" porque Glazer, conocido antes del juicio de Wuornos como "Dr. Legal", era demasiado inexperto para manejar un juicio por asesinato múltiple. En su declaración ante el tribunal, ella dijo "quería confesarte que Richard Mallory me violó violentamente como le he dicho. Pero estos otros no. [Ellos] solo comenzaron".
En junio de 1992 se declaró culpable de la muerte de Charles Carskaddon y recibió su quinta pena de muerte. En febrero de 1993 se declaró culpable de la muerte de Walter "Gino" Antonio y fue condenada de nuevo a muerte. No se formularon cargos en su contra por el asesinato de Peter Siems, ya que su cuerpo nunca se encontró. En total, recibió seis penas de muerte.
Wuornos contó varias historias inconsistentes sobre estos asesinatos. Admitió haber matado a siete hombres, en incidentes separados. Alegó inicialmente que los siete la habían violado cuando pretendieron pagarle por sexo. Más tarde se retractó reclamando defensa propia. Durante una entrevista con Broomfield en la que pensaba que las cámaras estaban apagadas, dijo que definitivamente en el caso de Mallory había sido defensa propia, pero no tenía otra opción que ir por la pena de muerte. Ella alegó que nunca podría soportar el estar en prisión por el resto de su vida. Cuando Broomfield preguntó: "¿Fue defensa propia?" Ella respondió: "Sí, y así fueron algunos de los otros pero no puedo decir nada a nadie así que tengo que ir por la pena de muerte".

## Ejecución
Después de su primera sentencia de muerte Wuornos a menudo dijo que quería "que todo acabara". En 2001 anunció que no solicitaría ninguna otra apelación contra su sentencia de muerte. Presentó una petición ante la Corte Suprema de Florida por el derecho a despedir a su abogado y detener todas las apelaciones, diciendo: "maté a esos hombres, les robé tan fría como el hielo. Y también lo haría de nuevo. No hay ninguna oportunidad en mantenerme viva o algo así, porque mataría de nuevo. Tengo odio arrastrándose por mi organismo... Estoy harta de escuchar 'está loca'. He sido evaluada muchas veces. Estoy competente cuerda y estoy tratando de decir la verdad. Soy alguien que odia en serio la vida humana y mataría de nuevo [...]".
El gobernador de Florida, Jeb Bush, encargó a tres psiquiatras entrevistar a Wuornos durante 15 minutos. Los tres la juzgaron apta mentalmente para ser ejecutada. La prueba de la competencia requiere que el psiquiatra esté convencido de que el condenado entiende tanto que él o ella va a morir, como también los crímenes por los que él o ella será ejecutado.
Más tarde Wuornos acusó a la supervisora de la cárcel de abusar de ella. La acusó de manchar su comida, escupir sobre ella, servirle patatas cocidas en suciedad y llevarle alimentos con orina. También alegó escuchar conversaciones sobre "tratar de presionarme tanto que terminaría suicidándome antes de la ejecución" y "deseando violarme antes de la ejecución". También se quejó de los registros cuando estaba desnuda (strip search), siendo esposada tan estrechamente que su muñeca estaba amoratada cada vez que dejaba su celda, además de pateos de puerta, frecuentes revisiones por parte de matronas baja presión de agua y moho en su colchón. Wuornos amenazó con boicotear las duchas y bandejas de comida cuando determinados oficiales estaban de guardia. "Mientras tanto, mi estómago ruge y estoy tomando duchas a través del lavabo de mi celda", dijo.
Su abogado declaró que "la Sra. Wuornos realmente solo quiere tener un tratamiento adecuado, un trato humano hasta el día en que sea ejecutada", y que "si las acusaciones no tienen ninguna verdad para ellos, estará claramente desilusionada, pues cree en lo que está escrito".
Durante las etapas finales del proceso de apelación dio una serie de entrevistas a Broomfield. En su última entrevista, poco antes de su ejecución, la entrevistada afirmó que su mente estaba siendo controlada por "presión sónica" para hacerla parecer loca y que sería sacada por ángeles en una nave espacial. Cuando Broomfield trató de que hablara de su anterior afirmación de haber matado a sus víctimas en defensa propia, Wuornos se enfureció, maldijo a Broomfield y terminó la entrevista. Más tarde, Broomfield se reunió con Dawn Botkins, una amiga de la infancia de Wuornos, quien le dijo: "Ella lo lamenta, Nick. No te mostró el dedo. Se lo hizo a los medios de comunicación, y luego a los abogados. Y ella sabía que si decía mucho más, podría haber una diferencia en su ejecución el día de mañana, por lo que decidió no hacerlo".
La ejecución de Wuornos tuvo lugar el 9 de octubre de 2002. Rechazó la última comida que podría haber sido cualquier cosa que pidiera por debajo de los 20 dólares, y en su lugar pidió una taza de café. Sin embargo, el documental de Broomfield dijo que recibió una última comida de KFC de pollo frito y patatas fritas
Sus últimas palabras fueron: "Solo quiero decir que estoy navegando con el rock y regresaré como en el Día de la Independencia con Jesús, el 6 de junio, al igual que en la película, con grandes naves nodrizas y todo. Regresaré". 
Después de su ejecución, el cuerpo de Wuornos fue incinerado. Sus cenizas fueron enterradas en su ciudad natal de Rochester, en Míchigan.

## Adaptación de su vida al cine y la televisión
Una película biográfica sobre su vida, Monster, se estrenó el 26 de diciembre de 2003. El papel de Aileen Wuornos fue interpretado por Charlize Theron, y el de su amante Shelby Wall por Christina Ricci (su nombre, edad y apariencia en la película fueron modificados por razones legales). La película fue escrita y dirigida por Patty Jenkins.
Para preparar su papel, Charlize Theron se basó, en gran parte, en el documental de 1992 Aileen Wuornos: The Selling of a Serial Killer, dirigido por Nick Broomfield.
Por su actuación, Charlize Theron obtuvo el premio Óscar a la mejor actriz en 2004.
En 2015 la actriz Lily Rabe interpretó a Aileen en la serie American Horror Story: Hotel.
La película Aileen Wuornos: American Boogeywoman (que muestra una versión ficticia de los primeros años de vida de Wuornos) se lanzó como video a pedido el 8 de octubre de 2021 y en DVD el 15 de octubre de 2021.
En 2022 se estrenó el cortometraje "Wuornos" en el que la asesina está interpretada por Yolanda Mored Ferrín.